# Macromitrium argutum
Macromitrium argutum är en bladmossart som beskrevs av Georg Ernst Ludwig Hampe 1849. Macromitrium argutum ingår i släktet Macromitrium och familjen Orthotrichaceae. Inga underarter finns listade i Catalogue of Life.